# Горьков, Борис Николаевич
Борис Николаевич Горьков (род. 23 апреля 1952 года, Изяслав) — российский тренер по лёгкой атлетике, заслуженный тренер России (2004).

## Биография
Борис Николаевич родился 23 апреля 1952 года в городе Изяслав Хмельницкой области Украинской ССР. В 1973 году окончил Волгоградский государственный институт физической культуры.
Трудовую деятельность начал в качестве тренера по лёгкой атлетике ГДОИФК им. П. Ф. Лесгафта в г. Ленинграде, затем работал в ШВСМ в г. Великие Луки и ОШВСМ в г. Волгограде. С 1996 года работает в СДЮШОР № 10 г. Волгограда.
Подготовил 14 мастеров спорта и 5 мастеров спорта международного класса, среди них: Елена Слесаренко — чемпионка Олимпийских игр 2004 года и двукратная чемпионка мира в помещении; Р. Съёмщикова — призёр Белоруссии; Е. Грибанова — призёр СССР; В. Савина — призёр России; А. Подшибякин — чемпион СССР, Алексей Савостин — чемпион и серебряный призёр летних Сурдлимпийских игр 2009 года, двукратный бронзовый призёр летних Сурдлимпийских игр 2013 года и другие.
Принимал участие в эстафете олимпийского огня «Сочи 2014».
В настоящее время Борис Николаевич тренирует юную прыгунью в высоту Дарью Блинову, которая в 2017 году заняла второе место на первенстве России среди юношей и девушек в помещении.

## Известные воспитанники
- Елена Слесаренко
- Алексей Савостин

## Награды
- 2001 — Нагрудный знак «Почетный работник общего образования Российской Федерации»;
- 2002 — Знак «Отличник физической культуры и спорта»;
- 2004 — Диплом золотой медали Петра Великого «За трудовую доблесть»;
- 2004 — Диплом 1 степени Федерального агентства по ФК и спорту;
- 2004 — Почетное звание «Заслуженный тренер России»;
- 2006 — Медаль ордена «За заслуги перед Отечеством» II степени[8];
- 2008 — Почетная грамота Комитета по образованию Администрации Волгоградской области;
- 2012 — Благодарность Президента Российской Федерации[9].